# Onew
Lee Jin-ki (hangul: 이진기; hanja: 李珍基; rr: I Jin-gi; MR: I Chin-ki; nascido em 14 de dezembro de 1989), mais conhecido na carreira musical por seu nome artístico Onew (hangul: 온유; hanja: 溫流; rr: On-yu), é um cantor e ator sul-coreano. Em 2006 foi descoberto pela SM Entertainment após uma audição bem-sucedida no S.M. Academy Casting. Assinou um contrato com a agência no dia seguinte em que fez o teste. Onew ganhou destaque como líder do grupo masculino SHINee, formado em 2008, tornando-se um dos grupos mais bem sucedidos da Coreia do Sul. O grupo alcançou tanto sucesso crítico quanto comercial, com diversos singles coreanos número um e reconhecimento internacional rendendo-lhes numerosos elogios e o título de "Príncipes do K-pop".
Iniciou sua carreira como ator em 2010 no musical Brothers Were Brave. Na TV ficou conhecido por interpretar Baek-soo na sitcom da JTBC Welcome to Royal Villa (2013) e o residente cardio-torácico Lee Chi-hoon no popular drama da KBS2 Descendants of the Sun (2016).
Desde seu primeiro trabalho como MC em Night Star (2010), Onew adquiriu experiência ao longo dos anos sendo ativo como apresentador de diferentes redes de televisão e eventos como o Incheon K-Pop Concert (2012) da SBS, Dream Concert (2013) e também o evento especial da Mnet em Taiwan chamado Nihao-Taiwan (2013). Além de suas atividades em grupo e seu trabalho como MC, Onew ganhou experiência como DJ de rádio ao assumir o comando do programa Kiss the Radio, um popular programa de rádio exibido na KBS Cool FM apresentado por seus companheiros de gravadora Super Junior.

## Carreira

### 2008–2015: Início de carreira com Shinee, musicais e trabalhos na televisão
Em 2008, foi escolhido como membro do grupo SHINee. O grupo lançou seu primeiro extended play, Replay, em 22 de maio estreando na posição #10 e alcançou a #8 posição nas paradas musicais. A primeira apresentação televisiva do grupo ocorreu em 25 de maio de 2008 no programa Inkigayo da SBS. Em agosto de 2008, o grupo lançou seu primeiro álbum de estúdio em coreano, intitulado The Shinee World, que ganhou o "Newcomer Album of the Year" no Golden Disk Awards. O álbum estreou nas paradas sul-coreanas na terceira posição, vendendo mais 30 mil cópias. O primeiro single do álbum foi "Love Like Oxygen", um cover de "Show the World" por Martin Hoberg Hedegaard, originalmente escrita pelo compositor dinamarquês e equipe de produção de Thomas Troelsen, Remee e Lucas Secon. Em 18 de setembro do mesmo ano, "Love Like Oxygen" foi a canção número #1 no M Countdown. Poucos dias depois, Shinee recebeu o prêmio "Mutizen" para o mesmo single no Popular Songs da SBS. Onew contribuiu para os single de Lee Hyun-ji, Vanilla Love lançado em outubro, e Vanilla Love Part 2 laçado em dezembro de 2008. Participou da canção "One Year Later" com Jessica Jung para o EP Tell Me Your Wish (Genie) lançado em junho de 2009. E um dueto com Kim Yeon-woo na música, "The Name I Loved' para o terceiro EP do Shinee, 2009, Year of Us, lançado em 22 de outubro do mesmo ano.

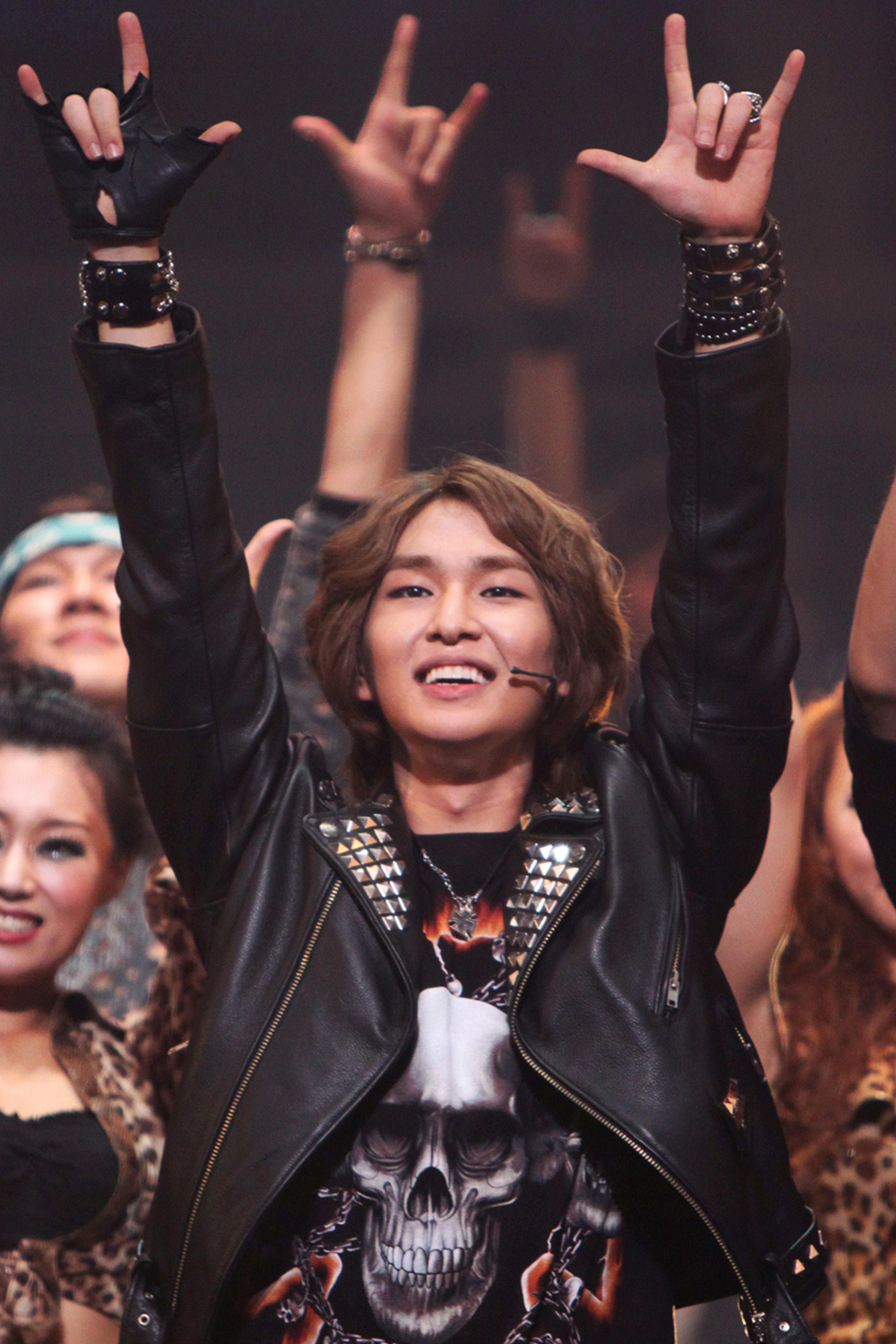
Onew durante o musical Rock of Ages. (setembro de 2010)

Onew estreou como ator em 2010, estrelando o musical Brothers Were Brave, interpretando Joo-bong, juntamente com o cantor Lee Ji-hoon. Em maio do mesmo ano foi apresentado como MC do programa Night Star (Nocturnal) da KBS2, co-apresentando o programa juntamente com Shin Dong-yup, Yoon Jong-shin, o diretor de cinema Jang Hang Joon e Gil Seong-joon. Um programa com o objetivo de ir ao redor da nação em um carro e explorar a vida noturna da Coreia.
Para o segundo álbum de estúdio do Shinee, Lucifer, lançado em julho do mesmo ano, escreveu a letra da canção "Your Name", juntamente com Minho, e co-escreveu "Shout Out", com JQ, Misfit e os outros membro do grupo. O álbum liderou vários gráficos de vendas físicas e digitais na Coreia do Sul pouca horas depois de seu lançamento. As canções do álbum "foram cuidadosamente selecionadas", e o álbum foi produzido para "dar aos ouvintes uma excelente oportunidade para experimentar os diversos personagens musicais e habilidades vocais mais maduras dos membros." Por sua excelente coreografia, o lead single de mesmo nome, foi nomeado para o Best Dance Performance Award no Mnet Asian Music Awards. Lucifer se tornou o sexto álbum mais vendido de 2010 na Coreia do Sul, vendendo mais de 120 mil cópias. Em seguida, estrelou a produção coreana do musical Rock of Ages interpretando o papel principal, Drew. E participou do sétimo episódio da série "Athena: Goddess of War". A SM Entertainment confirmou em outubro de 2010, que Onew seria o novo apresentador do Show! Music Core. Em novembro de 2010, foi confirmada a sua participação especial como Park Ki-young um médico desajeitado em "Dr. Champ". Sua aparição ocorreu no episódio final da série.
Em junho de 2011, o Shinee fez sua estreia no mercado japonês com o single "Replay", sendo uma regravação de seu single de estreia lançado originalmente em 2008. O single vendeu mais de 91 mil cópias na primeira semana, sendo certificado posteriormente com um disco "Ouro" pela RIAJ por mais de 100 mil cópias vendidas ainda em junho de 2011. No início de dezembro de 2011, o primeiro álbum de estúdio em japonês do Shinee, intitulado The First, foi lançado. O álbum contou com três singles oficiais: "Replay", "Juliette" e "Lucifer", sendo todos regravações de singles lançados originalmente em coreano. Graças ao sucesso das canções Shinee se tornou o primeiro artista estrangeiro em 44 anos na história da Oricon a ter três canções diferentes lançadas no Japão no top três em suas vendas de singles semanais. Em abril de 2012, participou da sitcom da SBS Plus Oh My God x2. Gravou uma canção intitulada In Your Eyes, para a trilha sonora da série To The Beautiful You, lançada em 22 de agosto de 2012, estreando na #60 posição na Gaon Singles Chart. Apareceu como MC do Incheon K-Pop Concert, juntamente com Min Hyo-rin e Key, realizado em 9 de setembro 2012 no Incheon Munhak World Cup Stadium.

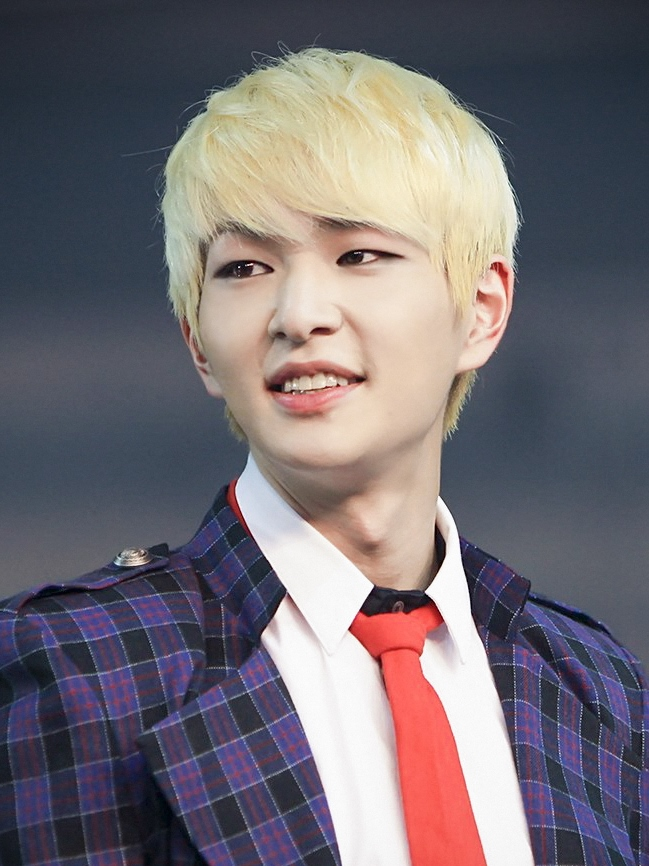
Onew durante o Melon Music Awards 2013.

Em 3 de fevereiro de 2013, a MBC anunciou que o Shinee estrelaria seu próprio espacial de Ano Novo Lunar intitulado "Shinee's Wonderful Day" indo ao ar de 10 de fevereiro à 16 de abril daquele ano. Para o especial, Onew visitou a Tailândia, enquanto Jonghyun visitou o Japão, Key e Minho visitaram a Inglaterra e Taemin visitou a Suíça. Ainda no inicio de fevereiro, a SM Entertainment anunciou o lançamento do terceiro álbum de estúdio em coreano do grupo, Dream Girl – The Misconceptions of You, para 19 de fevereiro acompanhado do lead single "Dream Girl". Em 14 de fevereiro, Shinee realizou o evento "Melon Premiere Shinee Music Spoiler" no Olympus Hall, em Seul, onde revelou seis das nove músicas do álbum para 100 revisores de música, e anunciou que não só lançariam um terceiro álbum, mas que seria dividido em duas partes, sendo que a segunda parte chamada Dream Girl – The Misconceptions of Me seria lançada em abril daquele ano. Em 25 de abril, apresentou o evento especial da Mnet em Taiwan chamado M Countdown Nihao-Taiwan. Dias depois a equipe da série "Pure Love" da KBS2 anunciou que Onew participaria da série como o primo mais velho de Lee Won-geun. Dias depois foi lançada a segundo parte do Dream Girl, que foi renomeado para Chapter 2. Why So Serious? – The Misconceptions of Me, acompanhado do lead single "Why So Serious?". Em maio do mesmo ano, apresentou o Dream Concert, juntamente com Goo Hara e Yoon Doo-joon, realizado no Seul World Cup Stadium. Ainda em maio, foi confirmado como parte do elenco da sitcom Welcome to Royal Villa da JTBC, interpretando um jovem desempregado que vive com uma fantasma sexy. No final de junho de 2013, o Shinee lançou o seu segundo álbum em japonês, "Boys Meet U", que precedido pelos singles "Sherlock" (2012), "Dazzling Girl" (2012), "1000nen, Zutto Soba ni Ite..." (2012) e "Fire" (2013).
Em 3 de janeiro de 2014, lançou a canção "Moonlight", para a trilha sonora da série de televisão Miss Korea. Ainda em janeiro, foi confirmada a sua participação na edição em Borneo do reality show Laws of the Jungle. Logo depois foi convidado para também participar da edição no Brasil, mas teve que sair e ser substituído por causa de conflitos de agenda. O Shinee lançou o seu terceiro álbum em japonês, intitulado I'm Your Boy, em 24 de setembro de 2014, precedido pelos singles "Boys Meet U" (2013), "3 2 1" (2013) e "Lucky Star" (2014).
Em março de 2015, Onew foi escolhido entre mais de 2 mil candidatos que fizeram testes para interpretar o personagem principal do web drama, Dating was the Easiest. O drama é uma adaptação de um popular webtoon de mesmo nome, e gira em torno do romance puro e turbulento entre um deus da montanha e uma colegial. Onew foi escalado por causa de sua análise original do personagem e sua determinação nas audições. Mas a produção do drama acabou sendo engavetada. Em 28 de março, apresentou o Music Bank in Hanoi, ao lado de Yoon Bo-ra e Park Chan-yeol. Em maio de 2015, o Shinee lançou o seu quarto álbum de estúdio em coreano, "Odd", acompanhado do lead single "View". O álbum além de estrear na primeira posição no gráfico oficial de álbuns da Coreia do Sul, foi aclamado pela crítica especializada. Jeff Benjamin, para a Billboard, deu 3,5 estrelas de 5 para o álbum, enquanto críticos do site Melon escolheu Odd, como o melhor álbum do primeiro semestre de 2015." Odd, também foi selecionado como um dos MTV IGGY 25 Best Album do primeiro semestre daquele ano.

### 2016–2021: Crescente popularidade,Voicee retorno para os musicais

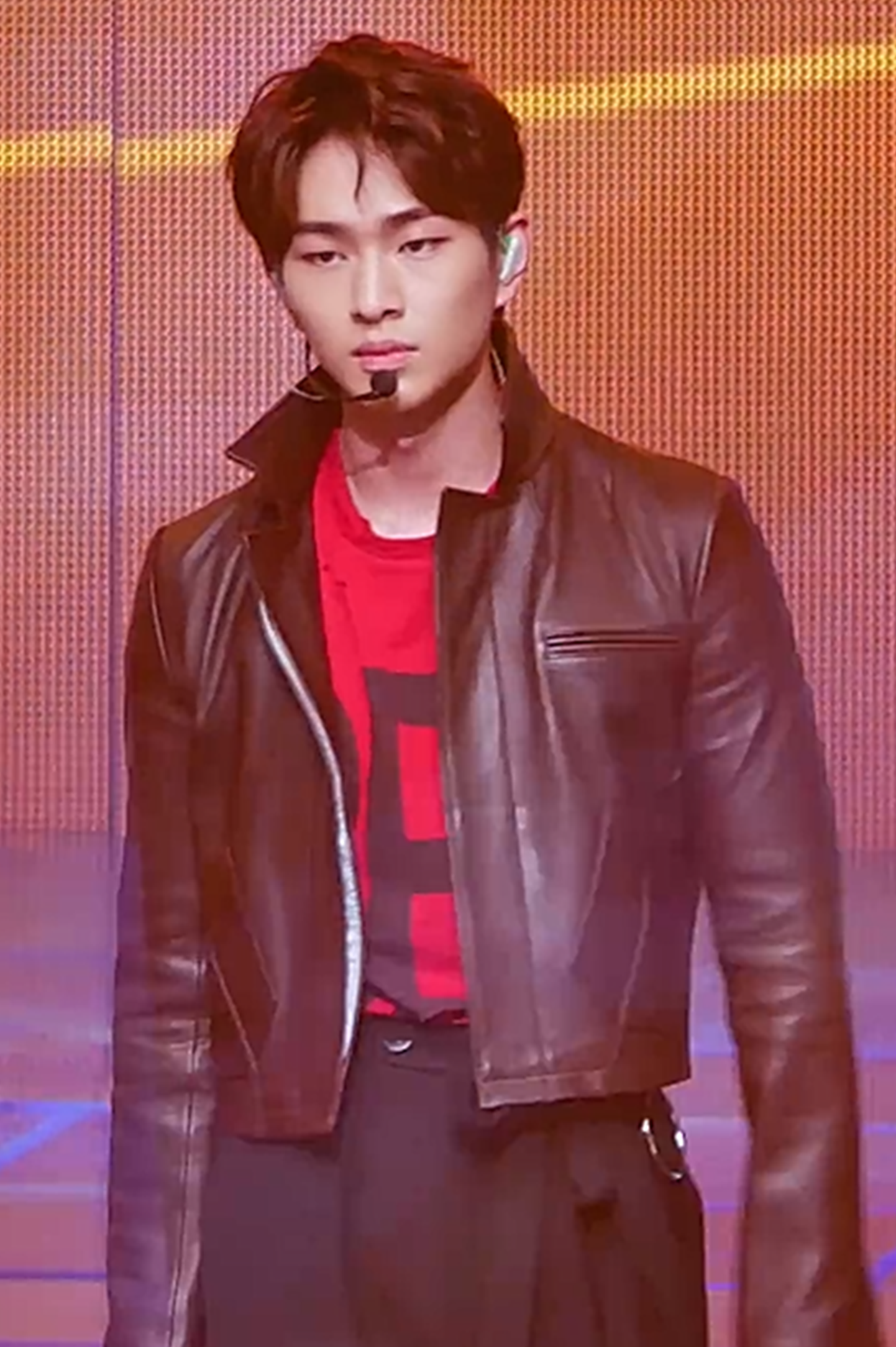
Onew se apresentando no MBC Gayo Daejejeon. (dezembro de 2016)

Shinee lançou seu quarto álbum de estúdio em japonês, intitulado DxDxD, em 1 de janeiro de 2016 contendo os singles "Your Number", "Sing Your Song" e "D×D×D", todas lançadas no ano anterior. O álbum liderou as paradas da Oricon por 2 semanas consecutivas. Em 2016, atuou na série Descendants of the Sun, interpretando o jovem médico Lee Chi-hoon. A série foi ao ar pela KBS2 de 24 de fevereiro a 22 de abril de 2016. O drama se tornou um enorme sucesso, especialmente na China, onde atingiu mais de 2 bilhões de visualizações no site de streaming chinês iQiyi. Na Coreia, o drama ultrapassou mais de 30 por cento da classificação de audiência nacional. Em 25 de maio do mesmo ano, apareceu como MC especial do programa de rádio Kiss the Radio. Em 12 de agosto, Onew lançou um single colaborativo com Lee Jin-ah, intitulado "Starry Night", para o projeto Station. "Starry Night" é uma canção de jazz pop que é obra de inúmeros artistas, incluindo Andreas Oberg e You Hee-yeol. Ainda em agosto, foi confirmado no elenco do programa da tvN Eat, Sleep, Eat, que serve receitas locais pelo sudeste da Ásia. No início de outubro de 2016, foi lançado o quinto álbum de estúdio em coreano do Shinee, intitulado 1 of 1. O álbum alcançou a #1 posição no Gaon Album Chart, e #2 no World Albums da Billboard, além de vender mais de 170 mil cópias em seu primeiro mês de lançamento na Coreia do Sul. Para o álbum Onew compôs "So Amazing", e a canção "Beautiful Life" para a versão repaginada do álbum, intitulado 1 and 1, lançado no mês seguinte.
Em janeiro de 2017, o Shinee lançou o seu quinto álbum de estúdio em japonês, Five, que estreou no número três na parada semanal da Oricon, vendendo mais 68 mil cópias. Em 24 de março de 2017 (KST), foi revelado que Onew lançaria um single colaborativo com o duo indie Rocoberry através da 2ª temporada do projeto Station. Em 19 de abril, foi informado o nome da canção, intitulada "Lullaby (수면제)", e o dia de seu lançamento para 5 de maio (KST). Em junho do mesmo ano, foi confirmado para se juntar ao elenco de Age of Youth 2 da JTBC. No mesmo mês, foi apresentado no vídeo musical da canção "Don't Know You (널 너무 모르고)" de Heize. Ainda em junho, foi MC especial do programa Inkigayo. Em agosto de 2017, pouco antes do lançamento da Age of Youth 2, Onew foi acusado de assédio sexual em um clube e decidiu deixar o projeto após discussões com a equipe de produção do show. Além disso, devido à sua controvérsia, a equipe de produção do Let's Eat Dinner Together's decidiu adiar o episódio em que Onew apareceu, e a SM Entertainment anunciou que Onew não participaria dos shows agendados do Shinee no Japão. Em abril de 2018, após 8 longos meses, Onew foi absolvido de todas as acusações contra ele pelos promotores.
Em 2018, Onew participou da canção "Play the Field (어장관리)" de Kim Yeon-woo, em colaboração com a atriz Yoo In-na, para o álbum Forever Yours laçado em 10 de maio daquele ano, e também participou na composição da letra da canção. Ainda em maio, a SM Entertainment anunciou o lançamento do sexto álbum coreano do Shinee dividido em 3 partes, intitulado The Story of Light. A primeira parte do álbum foi lançada em 28 de maio com o single "Good Evening", em comemoração de dez anos do grupo, e a segunda parte da trilogia foi lançada em 11 de junho com o single "I Want You". A terceira e última parte do álbum foi lançada em 25 de junho, sendo liderada pelo single "Our Page", dedicado a Jonghyun. As duas primeiras partes estrearam na primeira posição na Gaon Album Chart, enquanto a terceira parte estreou na segunda posição.
No final de novembro de 2018, a SM Entertainment confirmou o lançamento do primeiro extended play solo de Onew para o início de dezembro. A mídia Xportsnews declarou: "Onew preparou o álbum como um presente para seus fãs que lhe deram seu apoio por dez anos." Seu primeiro extended play, intitulado Voice, foi oficialmente lançado em 5 de dezembro de 2018. O lead single do álbum, "Blue", é uma faixa de R&B com vibrações pop e jazz com letras como um monólogo musical. A canção foi composta pelo duo Rocoberry, e as letras foram escritas por Kenzie. Logo após seu lançamento o EP alcançou o primeiro lugar nas paradas do iTunes em 23 países. O álbum debutou na segunda posição na parada oficial de álbuns da Coreia do Sul, Gaon Music Chart, além de vender mais de 69 mil cópias em seu primeiro mês de lançamento.

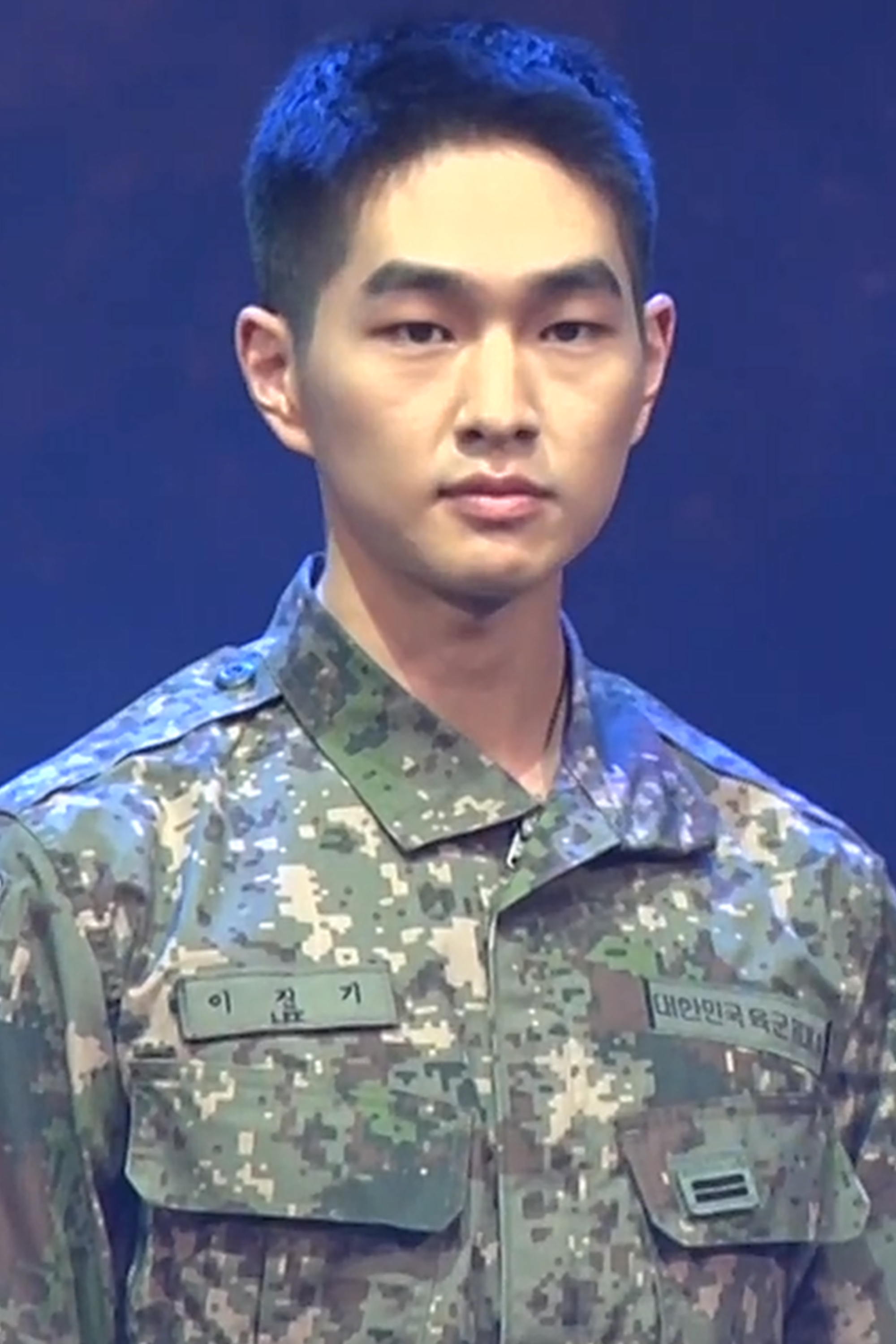
Onew durante a apresentação do musical Return: The Promise of the Day. (setembro de 2019)

Em janeiro de 2019, Onew entrou para o elenco do musical Shinheung Military Academy, para celebrar o 100º aniversário do estabelecimento do Governo Provisório da República da Coreia. O musical dirigido pela empresa de produção comandada pelo exército coreano Show Note, foi criado para celebrar o 70º aniversário da fundação das forças armadas coreanas, e, abriu suas cortinas em setembro de 2018 pela primeira vez e contou a história dos jovens patriotas na academia que lutaram para obter a independência do Japão. As performances do musical começaram em 27 de fevereiro e continuaram até 21 de abril de 2019, no BBCH Hall do Centro de Artes de Kwanglim, em Seul. No final de agosto do mesmo ano, Onew foi escalado para o elenco do musical Return: The Promise of the Day, dividindo o papel de Seung Ho com Xiumin. O musical que é uma obra original do exército, retrata a escavação dos restos dos soldados heroicos que se sacrificaram para proteger seu país durante a Guerra da Coreia. Return: The Promise of the Day está programado para estrear em 22 de outubro, chegando ao fim em 1 de dezembro de 2019 no Woori Art Hall do Parque Olímpico, em Seul.
Em novembro de 2020, Onew lançou o seu reality show Jinki Jangpan. Em janeiro de 2021, Onew retomou as suas atividades como parte da Shinee. No mês seguinte o grupo lançou seu sétimo álbum de estúdio, Don't Call Me. Após seu lançamento, Don't Call Me estreou em número um na Gaon Album Chart, e foi certificado com um disco de platina pela KMCA, se tornando o primeiro álbum do grupo a conquistar essa certificação em seu país de origem. No mesmo mês, Onew lançou a canção "Shadow", para a trilha sonora da série Breakup Probation: One Week. Ainda em fevereiro participou do DoReMi Market, juntamente com Minho. Em março de 2021, Onew foi escalado para o musical  Midnight Sun  como o ator principal interpretando Ha-ram. Para o musical que foi apresentado de maio à julho, Onew lançou as canções "Goodbye Days" (com Kei) e "Meet Me When The Sun Goes Down". Em julho do mesmo ano, Onew estreou como membro regular do elenco de Sea of Hope – um show de variedades onde celebridades cozinham e cantam para os convidados. No início de agosto, ele lançou a faixa "Dear My Spring" para a trilha sonora da série You Are My Spring. No mês seguinte, Onew se juntou ao elenco de March of the Ants Chapter 5, um reality show sobre investimentos no mercado de ações. Em outubro do mesmo ano, lançou a canção "Blue" para a trilha sonora da série High Class, em colaboração com Elaine. Em dezembro de 2021, lançou o single "Way", em colaboração com Punch, como parte do projeto SM Station.

### 2022–presente:DiceeLife Goes On
Em fevereiro de 2022, colaborou para a trilha sonora da série Forecasting Love and Weather com o lançamento da canção "Mind Warning". Em março do mesmo ano, foi anunciado que Onew reprisará seu papel como Haram para a produção de 2022 de Midnight Sun. Em 11 de abril de 2022, lançou seu segundo EP, Dice, marcando seu retorno solo oficial depois de mais de três anos, após o lançamento de Voice (2018). Pouco tempo depois de seu lançamento Dice estreou em primeiro lugar na parada mundial de álbuns do iTunes, se consagrando como o primeiro álbum lançado por um artista de K-Pop em 2022 a liderar o iTunes nos Estados Unidos. Além disso, o EP alcançou o primeiro lugar nas paradas de 'Top Album' do iTunes em um total de 40 países. De acordo com o Hanteo Chart, o EP vendeu mais de 52 mil cópias em seu lançamento, conseguindo quebrar o recorde anterior de vendas da primeira semana de Onew com mais de 31 mil cópias – estabelecido por seu primeiro EP Voice – apenas em seu primeiro dia de vendas. Em solo coreano o EP estreou na 3ª posição, ficando atrás apenas de seus companheiros de gravadora Red Velvet e NCT Dream, além de vender mais de 139 mil cópias em seu primeiro mês. Internacionalmente o EP estreou na 21ª posição na parada oficial de álbuns do Japão, bem como na 44ª posição na parada digital de álbuns do Reino Unido. O lead single de mesmo nome debutou 16ª posição na Gaon Digital Chart, se tornando a primeira canção de Onew a alcançar o top 20 na Coreia do Sul.
Em 1º de junho de 2022, Onew lançou o EP digital em japonês, Who Sings? Vol.1. Em 6 de julho, Onew lançará seu primeiro álbum de estúdio em japonês, Life Goes On. Depois disso, ele embarcará em sua primeira turnê solo no Japão.

## Controvérsias
Em dezembro de 2016, os internautas alegaram que Onew havia sido assediado durante um programa de televisão. A filmagem controversa vem de um show infantil chamado Nam Gam School, em 2013 em que Onew fez uma aparição junto com dois outros membros do grupo SHINee. No meio de uma controvérsia com a comediante Lee Se-young assediando sexualmente os membros de grupos masculino, como B1A4, INFINITE e Block B durante o SNL Korea, muitos internautas notaram que isso não é um incidente isolado na TV coreana, onde ídolos masculinos passam por isso por um longo tempo. As imagens mostram Onew sendo tocado inadequadamente por outro homem, e ficando extremamente constrangido.
Em agosto de 2017, Onew foi acusado de assédio sexual após entrar involuntariamente em contato físico com os que o rodeavam em um clube, onde estava felicitando um amigo que estava fazendo sua estréia como DJ. Isso causou um mal-entendido entre ele e outro indivíduo, e por isso acabou sendo foi levado para interrogatório pela polícia. A SM Entertainment declarou: "No entanto, o indivíduo reconheceu que houve um mal-entendido e que o incidente era algo que poderia acontecer por causa da bebida e retirou a acusação contra Onew." Dias depois a policia de Gangnam revelou que Onew passaria por uma acusação sem detenção. De acordo com a polícia, no momento do incidente, a mulher (referida como A) estava dançando em uma plataforma de 30 centímetros do chão, enquanto Onew estava sentado em uma cadeira ao lado da plataforma. De acordo com uma testemunha, ele parecia muito bêbado para ficar corretamente e parecia estar agarrando sua perna como suporte. Depois de um hiato de quatro meses, Onew postou uma carta de desculpas, que foi amplamente aceita entre seus fãs, mas outros pediram a ele que renunciasse a sua permanência no Shinee. Em abril de 2018, a SM Entertainment anunciou que as acusações contra Onew haviam sido rejeitadas pelos promotores.

## Vida pessoal
Onew se formou na Gwangmyeong Information Industry High School. Em seu último ano na escola, Onew classificou-se como o segundo melhor aluno do seu grau. Além disso, Onew teve a maior pontuação nacional do exame do vestibular para sua escola. Em junho de 2009, durante o final do programa Music Bank Onew desmaiou depois que uma enorme luminária caiu e quase o acertou. O acidente foi evitado, porque Kyuhyun e Siwon do Super Junior impediram que a fixação batesse nele. Apesar de não ser ferido fisicamente, Onew exibia sinais de trauma mental e foi diagnosticado psicologicamente instável. Ele desmaiou novamente mais tarde na sala de espera e foi imediatamente transportado para o hospital.
Foi programado que Onew se apresentaria com o resto dos membros do SHINee no festival especial de K-pop, Music Bank in Paris em 2 de fevereiro de 2012, mas não foi possível, devido a uma lesão no tornozelo. Em outubro de 2013, machucou o pescoço durante promoções do Shinee. Ele se absteve de dança durante o resto das promoções para Everybody. Onew realizou uma cirurgia de remoção do pólipo vocal e uma operação de reconstrução da mucosa das cordas vocais em junho de 2014 em um hospital de Seul, que o deixou incapaz de cantar por alguns meses. Kim Yeon Woo, um amigo de Onew, bem como o seu treinador vocal revelou durante a transmissão de rádio do MBC FM4U’s FM Date em 17 de dezembro de 2014, que a voz de Onew ficou melhor após a cirurgia das cordas vocais. Ele também disse que o alcance vocal de Onew "obteve grande melhora e ele pode fazer sons confortavelmente também."
Em 9 de novembro de 2018, foi anunciado que Onew iniciaria seu serviço militar em 10 de dezembro do mesmo ano. Após o alistamento de Onew em 10 de dezembro, ele serviu como um soldado ativo depois de completar seu treinamento militar, sendo liberado em 20 de julho de 2020, exercendo suas funções militares por 1 ano e 7 meses. No início de julho de 2020, foi relatado pela SM Entertainment que Onew foi dispensado do serviço militar devido a um protocolo do exército relacionado à COVID-19. A SM declarou: "Onew esteve em sua licença final hoje, e ele receberá alta sem retornar à base militar". A agência continuou: "Ele receberá alta no dia 20 de julho sem retornar à base e não haverá evento de descarga separado."

## Filantropia
Onew doou os 1,44 mil toneladas de arroz para "Dreame" para ajudar a alimentar as crianças norte-coreanas, e de acordo com um representante de Dreame, o arroz foi entregue a um armazém de Incheon no dia 16 de outubro de 2010 e foi enviado para a Coreia do Norte no dia 22. Onew também doou 770 kg para o "Dreame Rice to the Children in Need in South Korea", em maio de 2010, quando ele estava no musical Brothers are Brave. Em 2016 os fãs de Onew doaram para a "Korean Heart Association" em seu nome. Embora a doação de cerca de 1.200.000 ₩ (aproximadamente US$975) tenha sido feita em 18 de fevereiro, não foi tornado público até 23 de fevereiro. Um representante do fã-clube responsável pela doação declarou, "Nós queriamos felicitar Onew em seu desempenho no drama Descendants of the Sun. Então decidimos captar recursos de doações para pacientes que sofrem de doenças relacionadas com o coração que têm situações financeiras difíceis. Nós estamos muito felizes em poder ajudar os pacientes."

## Filmografia
| Título           | Ano  | Papel     | Notas                       |
| ---------------- | ---- | --------- | --------------------------- |
| I AM.            | 2012 | Ele mesmo | Filme biográfico da SM Town |
| SMTOWN The Stage | 2015 | Ele mesmo | Documentário da SM Town     |
| 4:44 Seconds     | ASA  | Ki-cheol  | Filmando                    |

| Título                 | Ano     | Papel                 | Rede | Notas          |
| ---------------------- | ------- | --------------------- | ---- | -------------- |
| Night Star (Nocturnal) | 2010    | Ele mesmo             | KBS2 | Apresentador   |
| Athena: Goddess of War | 2010    | Ele mesmo             | SBS  | Cameo (Ep. 7)  |
| Show! Music Core       | 2010–11 | Ele mesmo             | MBC  | Apresentador   |
| Dr. Champ              | 2010    | Park Ki-young         | SBS  | Cameo (Ep. 16) |
| Oh My God x2           | 2012    | Ele mesmo             | SBS  | Cameo          |
| Pure Love              | 2013    | Primo de Lee Won Geun | KBS2 | Cameo          |
| Welcome to Royal Villa | 2013    | Baek Su               | JTBC | Regular        |
| Law of the Jungle      | 2014    | Ele mesmo             | SBS  | Regular        |
| Descendants of the Sun | 2016    | Lee Chi-hoon          | KBS2 | Recorrente     |
| Eat, Sleep, Eat        | 2016    | Ele mesmo             | tvN  | Apresentador   |
| Sea of Hope            | 2021    | Ele mesmo             | JTBC | Regular        |

| Título                    | Ano  | Papel     |
| ------------------------- | ---- | --------- |
| Jinki Jangpan             | 2020 | Ele mesmo |
| March of the Ants Chapter | 2021 | Ele mesmo |
| Soldier Idol Camp         | 2021 | Ele mesmo |

## Teatro
| Título                         | Ano        | Papel         | Notas                                      |
| ------------------------------ | ---------- | ------------- | ------------------------------------------ |
| Brothers Were Brave            | 2010       | Joo-bong      |                                            |
| Rock of Ages                   | 2010       | Drew          |                                            |
| Shinheung Military Academy     | 2019       | Ji Chung-chun | Musical militar; Creditado como Lee Jin-ki |
| Return: The Promise of the Day | 2019       | Seung Ho      | Musical militar; Creditado como Lee Jin-ki |
| Midnight Sun                   | 2021– 2022 | Jung Ha-ram   | [ 134 ]                                    |

## Discografia
| Álbuns de estúdio - Life Goes On (2022) | Extended plays - Voice (2018) - Dice (2022) - Who Sings? Vol.1 (2022) |

## Prêmios e indicações
| Ano  | Prêmio                 | Categoria                           | Trabalho nomeado       | Resultado |
| ---- | ---------------------- | ----------------------------------- | ---------------------- | --------- |
| 2015 | SBS Gayo Daejeon       | Best Leader                         | SHINee                 | Venceu    |
| 2016 | Scene Stealer Festival | Newcomer Scene Stealer Award (Male) | Descendants of the Sun | Venceu    |
| 2018 | 3rd Asia Artist Awards | Popularity Award (Actor)            | Ele mesmo              | Indicado  |